# Мусака
Мусака (от арабски musaqqaʿa са производните: гр. μουσακάς; рум. musaca; тур. musakka; арменски Մուսակա) е името на няколко различни традиционни ястия на Балканите и в Близкия изток, доста различни от българското понятие за мусака. Думата „мусака“ идва от арабското „musaqqaʿa“ – изстуден, идва в България през гръцки и турски език, а по света се разпространява предимно от гръцки.
Рецептата на българската мусака варира според локалните вкусове и традиции. Продуктите за една примерна рецепта са: 700 g мляно месо (50% свинско и 50% телешко), нарязани на дребно 1 kg картофи, 2 – 3 моркова и 1 – 2 глави кромид лук, малко черен и червен пипер, чубрица. Всички тези продукти се задушават заедно в олио. След като се задуши, сместа се залива с чаша вода, след което се пече във фурна. Накрая се залива със заливка и се доопича със заливката. Заливка за българска мусака се приготвя, като се разбият 3 яйца, 1 кофичка кисело мляко, 50 – 100 ml вода, ½ ч.л. сол, 3 с.л. брашно, 2 щипки сода бикарбонат. Всяка порция се сервира с 1 – 2 с.л. кисело мляко, поръсено с дребно нарязан магданоз.
Въпреки арабското си име, мусаката е известна по света преди всичко като гръцко ястие. Съвременната гръцка версия е създадена от гръцкия готвач Николаос Целемендес през 1920-те. В стандартната трипластова гръцка рецепта най-долният пласт е от филийки патладжан, запържени в зехтин, средният пласт е от мляно овнешко месо, предварително сготвено с пюрирани домати и подправки като червен пипер, и най-горният пласт е сос бешамел. Пластовете се нареждат в намазана тавичка и се пекат, докато бешамелът придобие златист цвят. Това е достатъчно, защото патладжаните и месото са почти сготвени предварително. Преди печене може да се наръси с кашкавал (за предпочитане пармезан, грюйер или кефалотири) и галета.
Има много рецепти за мусака, понякога без сос, понякога с други зеленчуци. Може да се използват тиквички, картофи и/или гъби. Има и постна версия на мусаката без сос бешамел и без месо – само зеленчуци, като вместо мляно месо се използва смлян патладжан, доматен сос и галета. В някои страни, например в Северна Македония, най-отдолу се нарежда пласт изпържени нарязани на филийки картофи. Турската мусака също не е на пластове. Тя се прави от задушени и запържени патладжани, зелени чушки, лук и мляно месо. Яде се с джаджик (турски таратор) и пилаф. Арабите наричат мусака готвена салата, направена главно от домати и патладжани, подобна на италианската капоната, която обикновено се сервира студена за мезе. Западнобалканските и румънският видове мусака също са с картофи вместо патладжани.